# 삼시네세끼
《삼시네세끼》는 대한민국의 텔레비전 및 유튜브 예능 프로그램으로 2020년 5월 15일부터 2020년 7월 24일까지 tvN과 유튜브 채널 십오야에서 방영되었다.

## 개요
젝스키스의 멤버들이 시골로 여행을 떠났다. 그들은 시골에서 요리를 하여 점심식사를 차렸다. 그들은 밤까지 대화를 하였다. 그리고, 마지막회에서 그들은 그들의 노래를 불렀다. (유희열은 피아노를 연주하였다.) 젝스키스의 멤버들이 시골로 여행을 떠나는 프로그램이다.

## 출연자
- 은지원
- 김재덕
- 이재진
- 장수원